# Elm (heuvelrug)
De Elm is een 25 km lang, 3 tot 8 km breed, ten hoogste 323,3 m boven NN hoog en bebost middelgebergte ten zuidoosten van Braunschweig in de Landkreise Helmstedt en Wolfenbüttel in Nedersaksen (Duitsland).
Dit grotendeels ongecultiveerde bosgebied, met het grootste beukenbos van Noord-Duitsland en het Reitlingstal, maakt deel uit van het natuurpark Elm-Lappwald. Geologisch bestaat Elm voornamelijk uit fossielrijke Midden-Triaskalksteen (mosselkalksteen), dat sinds de middeleeuwen een gewild bouwmateriaal is.